# Liabum selleanum
Liabum selleanum là một loài thực vật có hoa trong họ Cúc. Loài này được Urb. mô tả khoa học đầu tiên năm 1931.